# Nikolaï Kisseliov
Pour les articles homonymes, voir Kisseliov.
Nikolaï Fiodorovitch Kisseliov (en russe : Никола́й Фёдорович Киселёв), né le 25 octobre 1939 à Leningrad et mort en 2005, est un coureur soviétique du combiné nordique.
Il remporte la médaille d'argent aux Jeux olympiques d'hiver de 1964 se tenant à Innsbruck.